# Ricardo Mejía Fernández
Ricardo Mejía Fernández (15 de abril de 1987) es un sacerdote, lógico y filósofo de la ciencia español. Profesor e investigador en las universidades de París, Lovaina, Memphis y Barcelona, es reconocido por sus contribuciones en fenomenología, transhumanismo e Inteligencia Artificial. En 2021 fue elegido académico de la Sociedad Internacional para la Ciencia y la Religión, con sede en Cambridge, Reino Unido. Es, además, editor jefe de la serie especial "Ciencia, Filosofía y Religión" de la revista Pensamiento, que publica la Universidad Pontificia Comillas, así como el director de la revista Actualidad Bibliográfica de Filosofía y Teología, fundada en España en 1964. Entre su obra poética, se hallan los libros Haikus de duelo y La desnudez del alma.

## Biografía

### Infancia
Ricardo Mejía nació el 15 de abril de 1987 como hijo único del matrimonio formado por Jacinto y Gloria. Teniendo sus orígenes en una saga de españoles afincados en América, su padre fue general de brigada del Ejército del Aire y su madre se desempeñó desde muy joven como activista social.  
Sus padres se trasladaron a la isla de Mallorca, en el Archipiélago Balear, donde pasará su infancia y gran parte de su adolescencia. En dicha isla, Mejía fue bautizado en el Santuario de Lluc. Entre otros centros educativos de Mallorca, Mejía estudió en el colegio Beato Ramon Llull, situado en la ciudad de Inca y perteneciente a la Tercera Orden de San Francisco. 

### Vocación sacerdotal
A los 17 años sus padres se trasladan a Madrid, donde participa con asiduidad en las jornadas vocacionales que organiza el Arzobispado. Tras un primer año de estudio universitario y de discernimiento vocacional, es admitido en el propedéutico del Seminario Conciliar de Madrid.  
En la Facultad de Filosofía de la Universidad Eclesiástica San Dámaso, Mejía cursa el bachiller en Filosofía y obtiene con mención "cum laude" el correspondiente título canónico. En Madrid asiste a las clases del profesor Pablo Domínguez Prieto, el cual le influye en el estudio de la ciencia de la lógica. Durante sus años en el Seminario de Mallorca recibe los ministerios laicales por parte del obispo Jesús Murgui Soriano. 
Con 26 años, tras licenciarse en estudios teológicos y haber trabajado como prefecto de disciplina del Seminario Menor, recibe la admisión a las Sagradas Órdenes y es ordenado diácono en la parroquia de Santa María La Mayor de Inca de manos del obispo valenciano Javier Salinas Viñals. Un año después, Mejía recibe la ordenación sacerdotal en la Catedral de Mallorca, siendo destinado como capellán del Hospital Comarcal de Inca y vicario rural en los pueblos de Biniamar, Lloseta, Selva, Caimari, Mancor del Valle, así como vicario con especial dedicación en las parroquias inquenses. Allí pasó sus primeros años como sacerdote, asistiendo como vicario a monseñor Antoni Vadell Ferrer, el cual será nombrado posteriormente obispo auxiliar de Barcelona.

### Estudios e investigación científica
Mejía es enviado por su obispo a ampliar sus estudios, obteniendo la licenciatura en Filosofía por la Universidad Pontificia de Salamanca. Además, cursa el máster civil en Lógica en la sede del Consejo Superior de Investigaciones Científicas (CSIC) de Madrid, investigando sobre el pensamiento de Hubert Dreyfus en inteligencia artificial, con el cual mantiene una comunicación directa.  
Bajo la tutela de Michel Dupuis, catedrático de Filosofía y presidente del Comité Nacional de Bioética de Bélgica, el español ingresa como investigador del Centro de Estudios Fenomenológicos de la Universidad Católica de Lovaina. De este modo, cursa el doctorado internacional en Lógica y Filosofía de la Ciencia, teniendo como supervisores doctorales al catedrático Juan José Acero Fernández, introductor de la filosofía de la mente y del lenguaje en España; así como a Shaun Gallagher, catedrático de la Universidad de Memphis y uno de los intelectuales más reputados en Ciencias Cognitivas. 
Durante sus años en Lovaina, el español entra en estrecho contacto con el biólogo belga Bernard Feltz, represente del Comité Intergubernamental de Bioética de la UNESCO, quien le influye en el planteamiento complejo de la autoorganización y emergencia de los seres vivos. Bajo la dirección de Feltz, Mejía entra a colaborar en el Centro de Filosofía de las Ciencias y las Sociedades de la Universidad de Lovaina, fundado en 1960 por el lógico belga Jean Ladrière.  
En este centro, Mejía coopera como investigador doctoral en el proyecto neurocientífico, financiado por la Unión Europea, "Causality and Free Will" sobre determinismo y antideterminismo. En 2017, el español se traslada, como research scholar, a la Universidad de Memphis para trabajar junto a Gallagher, su director de tesis, en la Cátedra de Excelencia Lilian & Morrie Moss; labor reconocida expresamente por Gallagher en una obra publicada en la Universidad de Oxford.

### Pensamiento
En Memphis, Mejía estudia la cognición (lo cual aplicará después a la Inteligencia Artificial) de una manera holística e integral muy distinta del computacionalismo y del cognitivismo, esto es, atendiendo a la cognición no solo como mecanismo funcional sino en tanto que esta se integra en la unidad autopoiética de manera enactiva, extendida, embebida y encarnada. 
Mereciendo una atención especial la cognición en un marco integral, Mejía propone un naturalismo no-reduccionista donde se respete el nivel ontológico de la vida consciente, el cual se remonta a Tomás de Aquino, Husserl, Santa Edith Stein o Jacques Maritain. Esto se concreta en una fenomenología de la vida experienciante, en tanto que auto-afección disponible a la empirización según la neurofenomenología inspirada en el neurocientífico Francisco Varela.  
Mejía fue profesor invitado en la sede histórica de la Universidad de La Sorbona, Panthéon-Paris 1, participando en los cursos de la Cátedra de Filosofía Contemporánea. En la Sorbona. el filósofo español trabajó bajo la dirección del catedrático francés Renaud Barbaras, el cual es autor de Phénoménologie de la vie. Así mismo y en otras ocasiones, también en París, fue investigador en los Archivos Husserl de la Escuela Normal Superior bajo la dirección del físico y neurofenomenólogo Michel Bitbol, profundizando en las bases corporalizadas de la cognición. En 2018, Mejía defiende su tesis doctoral en las Escuelas Mayores de la Universidad de Salamanca, obteniendo el título de doctor internacional en Lógica y Filosofía de la Ciencia con la máxima calificación y mención cum laude, siendo nominado con puntaje al Premio Extraordinario de Doctorado.  
La tesis es publicada al año siguiente, en Barcelona, con el título El giro fenomenológico de las neurociencias cognitivas. Esta obra es considerada como una investigación sistemática sobre la neurofenomenología contemporánea y el pensamiento vareliano en lengua española. Así pues y en ese mismo año, Mejía es nombrado rector de las parroquias de la Inmaculada Concepción de Son Sardina y Establiments, situadas en la periferia de la ciudad de Palma. Así mismo, el Obispo de Mallorca, Sebastià Taltavull, le nombra director titular de la Biblioteca Diocesana de Mallorca, institución que custodia las obras más antiguas de Ramon Llull y el lulismo mundial.
Por consiguiente, Mejía fue miembro de la Comisión Técnica de Bibliotecas de Titularidad Eclesiástica del Consejo Insular de Mallorca y miembro ordinario de la Asociación de Bibliotecarios de la Iglesia en España, la cual pertenece a la Conferencia Episcopal Española. En 2019, junto al profesor Silvain Camilleri, el español realizará un posdoctorado sobre fenomenología actual en el Instituto Superior de Filosofía de la Universidad Católica de Lovaina.

### El diálogo ciencia y religión
Así mismo y a partir de 2019, el lógico español ejercerá como profesor en la Facultad de Filosofía de Cataluña del Ateneo Universitario San Paciano, así como en la Facultad de Filosofía de la Universidad Ramon Llull de Barcelona; siendo nombrado entonces coordinador de Relaciones Internacionales. 
Además de estudiar los orígenes teológicos e ilustrados del pensamiento científico y tecnológico contemporáneo, especialmente en la obra de Condillac y La Mettrie, en estos centros universitarios Mejía enseña las asignaturas de Lógica y Teoría del Conocimiento, Filosofía de la Ciencia y de la Naturaleza, Ciencia y Sociedad, Corrientes Actuales de la Filosofía; así como cursos especializados en Filosofía de la IA o transhumanismo. 
En Barcelona, el diálogo ciencia y fe ocupa una gran parte de sus esfuerzos, al ser miembro del grupo de investigación Theosciences, en el que ha abordado temas relativos al alma, las neurociencias y la IA. A esto responde su último libro titulado Pensar la Inteligencia Artificial. El legado de Hubert Dreyfus a la fenomenología, en el cual ofrece un marco epistémico para una IA bioinspirada que responde a las intenciones y necesidades de las personas encarnadas. Así mismo y en la Ciudad Condal, Mejía ha sido miembro de la comisión de Relaciones Internacionales de la Universidad Ramon Llull, del Comité de Ética de la Investigación y del Observatorio de Inteligencia Artificial del centro perteneciente a La Salle de esta universidad.  
Así las cosas, el obispo de Mallorca le nombró a finales de 2020 vicario de las parroquias de Cristo Rey, Puente de Inca, Virgen de Lluch y Son Cladera, en la periferia de la ciudad de Palma. En mayo de ese mismo año, Mejía es nominado y elegido, en Reino Unido, académico de la Sociedad Internacional para la Ciencia y la Religión (ISSR) de la Universidad de Cambridge, de la cual han sido miembros científicos eminentes como Francisco Ayala, Francis Collins o el sacerdote y físico Mariano Artigas.

### Tareas científicas actuales
En 2022, el Rector del Ateneo Universitario San Paciano le nombró director de la revista Actualidad Bibliográfica de Filosofía y Teología, fundada en el Centro Borja de San Cugat del Vallés por la Compañía de Jesús en 1964 y transferida al Arzobispado de Barcelona. En esta publicación se aportan las recensiones críticas y las notas bibliográficas de la más reciente investigación en estas disciplinas.  
En septiembre de 2022, fue invitado a la Universidad de Navarra como conferenciante del primer congreso en España de la Sociedad de Científicos Católicos, con el fin de tratar el presente y el futuro de la Inteligencia Artificial, así como para constituir, en tanto que miembro, la sección española de esta sociedad interdisciplinar para el testimonio de la fe en las ciencias. 
Además, Mejía fue propuesto como presidente de la Comisión de Doctorado de la Facultad de Filosofía de Cataluña e impartió, ante la presencia de los obispos de la Conferencia Episcopal Tarraconense, la lección inaugural del Ateneo Universitario San Paciano, llevando esta por título Límites y alcances de la Inteligencia Artificial en el diálogo filosófico y teológico contemporáneo. Dicha investigación, escrita en lengua catalana, fue publicada en Barcelona. 
En ese año Mejía fue nombrado secretario académico de la Facultad de Filosofía de San Paciano. Con el fin de compaginar su docencia y gestión universitaria con su trabajo pastoral, se incorporó como adscrito con facultades de vicario en la basílica de la Sagrada Familia, templo diseñado por el arquitecto catalán Antoni Gaudí. En 2023 fue nombrado profesor estable extraordinario del Ateneo, tras serle concedido el nihil obstat por parte del cardenal José Tolentino de Mendonça, actualmente prefecto del Dicasterio para la Cultura y la Educación de la Santa Sede. 
En 2024, Mejía es invitado como conferenciante por la Cátedra de Pensamiento Cristiano de La Seo de Urgel, donde interviene junto a Mons. Joan Enric Vives, arzobispo de Urgel y copríncipe de Andorra, así como junto al filósofo Francesc Torralba, premio Joseph Ratzinger.  En dicho año, el filósofo realizó una estancia como profesor invitado en el Centro de Filosofía de la Ciencia Natural de la London School of Economics and Political Science en un proyecto sobre los desafíos transhumanistas y, en junio, fue invitado al Encuentro de los Obispos con los Teólogos, que organiza anualmente la Comisión para la Doctrina de la Fe de la Conferencia Episcopal Española, a fin de exponer su investigación sobre el tema del transhumanismo. Así las cosas y al iniciar el rectorado del Dr. Joan Torra i Bitlloc, el profesor Mejía fue nombrado responsable de Relaciones Institucionales del Ateneo Universitario San Paciano.

## Obras selectas
- Transhumanismo integral. En torno al deseo de vivir para siempre (Madrid, Ediciones Encuentro, 2025).
- Límites y alcances de la Inteligencia Artificial en el diálogo filosófico y teológico contemporáneo (Barcelona, 2022).
- Con Javier Romero: "Social Evolution in Jürgen Habermas. A weak anthropological naturalism between Kant and Darwin", Theoria. A Swedish Journal of Philosophy (Estocolmo, 2022).
- El pensamiento proto-etológico de Condillac. Raíces ilustradas de la ciencia del comportamiento animal (Murcia, 2022).
- Pensar la Inteligencia Artificial. El legado de Hubert Dreyfus a la fenomenología (Madrid, 2021).
- El cerebro comunicador: Una crítica desde la neurofenomenología (Madrid, 2021).
- ¿Una neurofenomenología de la libertad? Enacción consciente y empirización neurocognitiva (Madrid, 2021).
- El naturalismo sensualista en la lógica de Condillac. Una interpretación contemporánea (Madrid, 2021).
- El giro fenomenológico en las neurociencias cognitivas: de Francisco Varela a Shaun Gallagher (Barcelona, 2019).
- El naturalismo no-reduccionista de la mente en Thomas Nagel. Una lectura de la mente y el cosmos (Palma de Mallorca, 2019).
- La fenomenología de la afectividad de Dietrich von Hildebrand: una provocación cordial para la teología (Santiago de Chile, 2019).
- Una lectura perspectivista de la neurofenomenología: Francisco Varela y Ronald Giere (Madrid, 2017).
- Las raíces cartesianas del naturalismo epifenomenalista: el legado de Thomas H. Huxley (Buenos Aires, 2014).